# ستيفن ولفرام
ستيفن ولفرام (بالإنجليزية: Stephen Wolfram) (ولد في 29 أغسطس 1959) هو عالم رياضيات وتقني في العلوم التطبيقية.

اشتهر لمساهماته في الفيزياء النظرية، ولعمله الأول من نوعه في البرمجة المعرفية، كالمصمم الرئيس لتطبيق ماثماتيكا وولفرام ألفا، والرئيس التنفيذي لشركة ولفرام ريسيرش، وكمؤلف لكتاب «نوع جديد من العلوم».

## روابط خارجية
- ستيفن ولفرام على موقع IMDb (الإنجليزية)
- ستيفن ولفرام على موقع الموسوعة البريطانية (الإنجليزية)
- ستيفن ولفرام على موقع مونزينجر (الألمانية)
- ستيفن ولفرام على موقع ميوزك برينز (الإنجليزية)
- ستيفن ولفرام على موقع إن إن دي بي (الإنجليزية)